# Mandurah
Mandurah ist eine Stadt in Australien, rund 72 Kilometer südlich von Perths Stadtzentrum im Bundesstaat Western Australia. Sie liegt am Indischen Ozean und ist, ungefähr gleichauf mit dem südlich gelegenen Bunbury, die zweitgrößte Stadt des Bundesstaates.

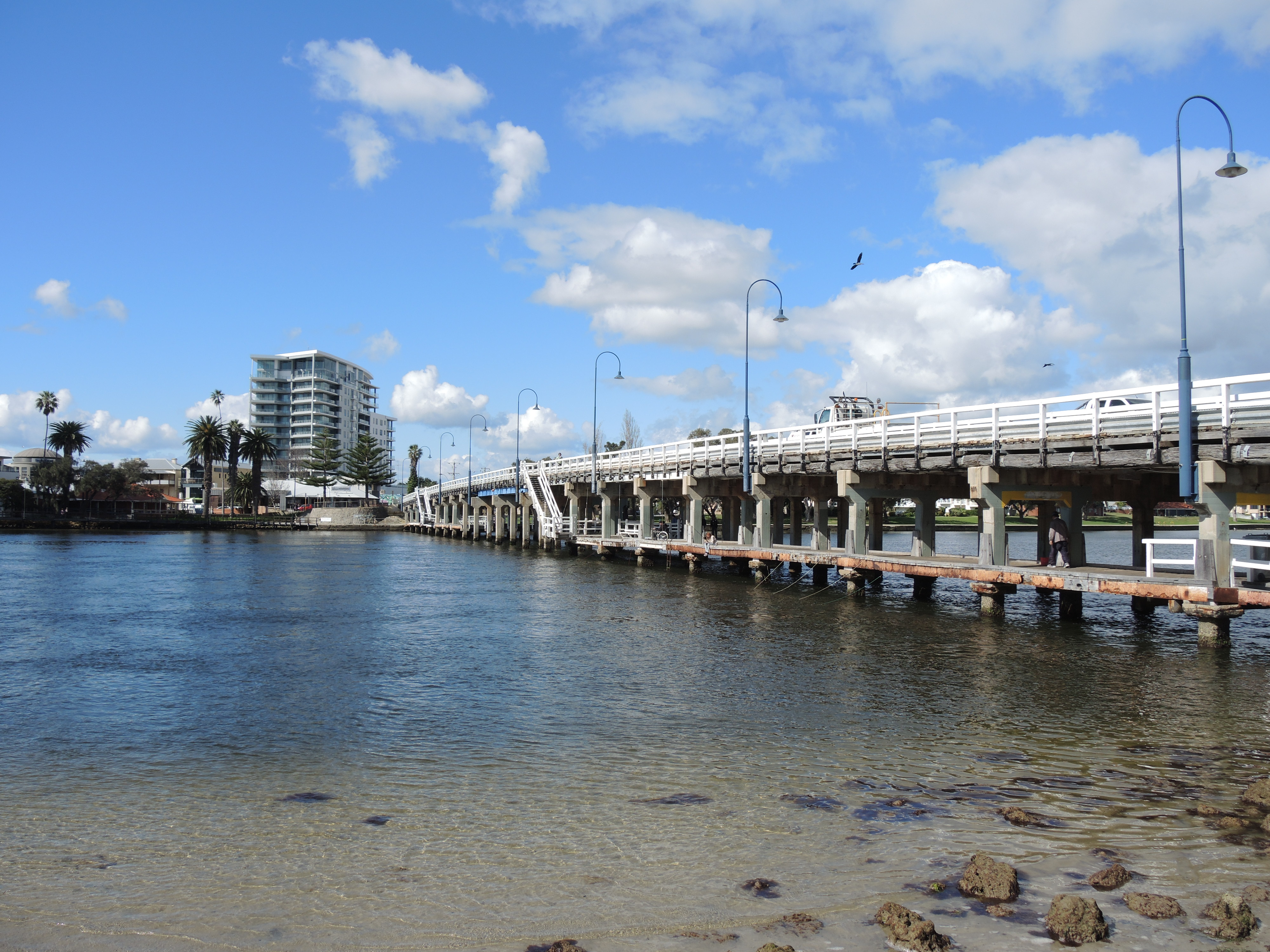
Die Old Mandurah Traffic Bridge in Mandurah, bevor sie 2018 abgerissen wurde.

Die 8.000 Einwohner zählende Stadt ist Zentrum der LGA City of Mandurah mit über 80.000 Einwohnern (2016). In der Gegend leben überwiegend junge Familien und Pensionäre. Mandurah ist eine boomende Küstenstadt und Teil der Perth Konurbation, die vielen Perthern als Wochenendausflugsziel dient. Mandurahs größter Reiz für Touristen und Einheimische ist die geringe Entfernung zum Meer. Die Stadt ist eine der am schnellsten wachsenden Städte Westaustraliens und eines der beliebtesten Reiseziele für Touristen. Es gibt ein Kulturzentrum, das sich international behaupten kann, ein Kinozentrum, spektakuläre Wasserwege und einen Jachthafen, Restaurants, Cafés und viele Fremdenzimmer. An langen Wochenenden leben 300.000 Einwohner in Mandurah – das Fünffache der normalen Bevölkerung.
Seit Weihnachten 2007 ist Mandurah über die Stadtbahn (Transperth) mit den Rest von Perth verbunden. Die Fahrt zwischen Mandurah und Perths Stadtzentrum dauert 50 Minuten und die Züge auf der Mandurah Linie fahren meist alle 10 Minuten. Zwischen dem Bahnhof Mandurah und dem Besucherzentrum verkehrt ein kostenloser Bus. Durch diese bequeme Anbindung an den Rest von Perth dürfte Mandurah weiteren Auftrieb erfahren.

## Geografie
Küste und Umgebung

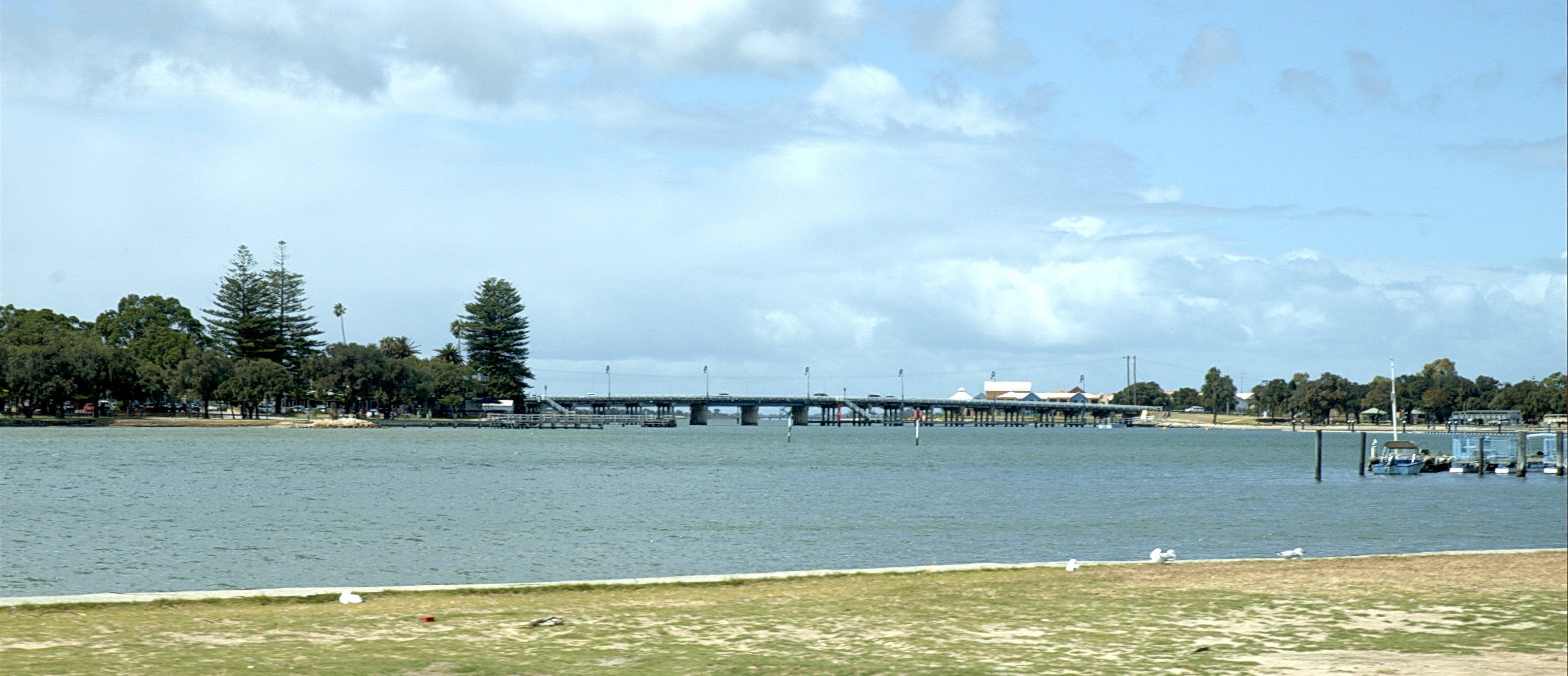
Peel Inlet und Old Mandurah Bridge

Die spektakulären Wasserwege des Peel Inlet und des Harvey Estuary (eines der größten Wasserleitungssysteme Australiens) bilden das Zentrum Mandurahs. Die Stadt liegt rund um das Frischwassersystem. Nach einer Flussbiegung fließt das Wasser in den Indischen Ozean. Mandurah liegt an einem langen Küstenabschnitt, der größtenteils aus Sandstränden besteht. Es gibt auch einige Stadtteile, die rund um die künstlich angelegten Kanalsysteme gebaut sind.
Mandurah dehnt sich über 173,5 km² aus und bildet einen schmalen, weniger als zehn Kilometer breiten Streifen. Es liegt auf der Sandebene, die an die Darling Range angrenzt. Im Norden grenzt es an Rockingham und im Süden an Waroona. Im Westen wird es vom Indischen Ozean flankiert und im Osten von Harvey Estuary und Pinjarra.
Mandurah ist das urbane Zentrum der Peel-Region, in der sich auch die Shires Boddington, Murray, Serpentine-Jarrahdale und Waroona befinden.

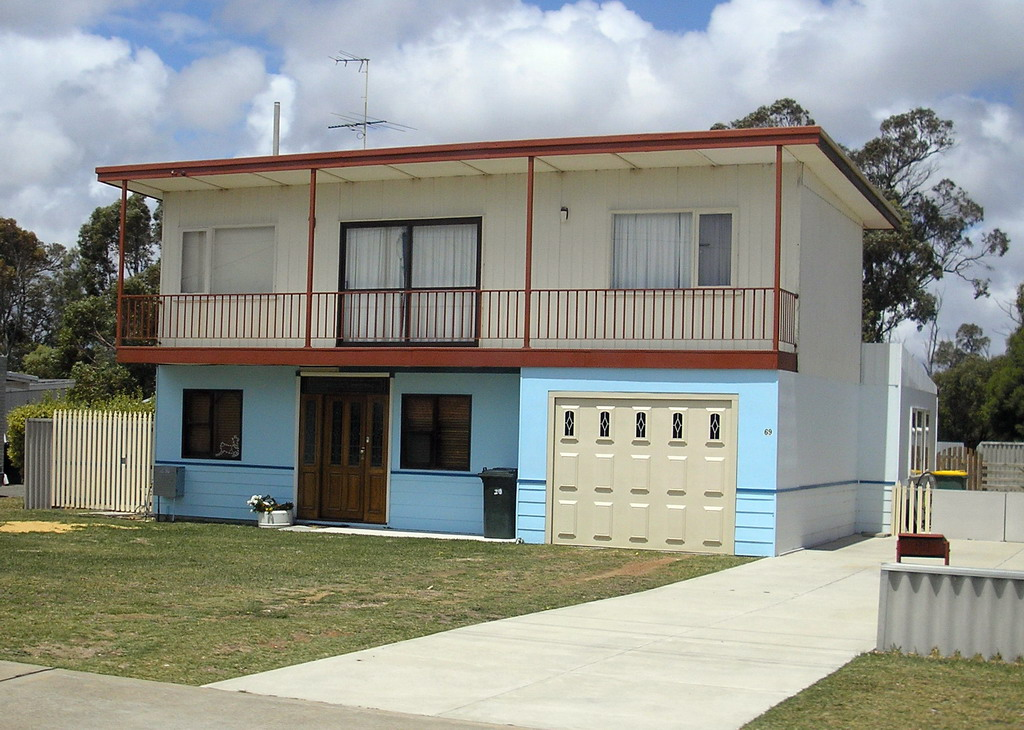
Ein Haus an der Küste in Mandurah

## Klima
Mandurah hat das gleiche Klima wie der Rest von Perth: warme Sommer und kühle Winter. Während des Sommers (Dezember bis Februar) beträgt die durchschnittliche Höchsttemperatur 27 °C; die durchschnittliche Tiefsttemperatur 19 °C. Im Hochsommer kann es sehr heiß werden; im Spätsommer übersteigen die Temperaturen oft 40 °C. Im Winter (Juni bis August) beträgt die Höchsttemperatur 15 °C, die Tiefsttemperatur 9 °C.

## Geschichte
Das Volk der Nyoongar (oder Bibbulmun), die im Südwesten Westaustraliens lebten, nannten die Region „Mandjar“ (deutsch: Treffpunkt). Nach der Besiedlung der Region durch Europäer veränderte sich der Namen zu Mandurah; dies ist wahrscheinlich auf eine falsche Aussprache zurückzuführen.
Im Dezember des Jahres 1829 kam Thomas Peel mit Handwerkern, Ausrüstung und Vorräten mit dem Schiff Gilmore aus dem Vereinigten Königreich. Er finanzierte die Reise durch den Tausch einer Landkonzession in der Swan River Colony. Unglücklicherweise stellte der Vertrag die Bedingung, dass er vor dem 1. November 1829 ankommen musste; da er dies nicht schaffte, verfiel die Landeskonzession. Nicht entmutigt, ließ Peel eine kleine Siedlung namens Clarence im Süden der Swan River Colony errichten; heute kennt man den Ort als Woodmans Point. Viele Probleme mit der Siedlung bewogen ihn, die Siedler zu der Region zu führen, die heute als Mandurah bekannt ist. Thomas Peel verstarb 1865, aber Mandurah wuchs, wenn auch sehr langsam, weiter.
Am 1. Juli 1961 wurde Mandurah, eine ehemalige, von einer Reihe verschiedener Regierungen verwaltete Region (zuletzt „Mandurah Road Board“), zum Mandurah Shire. Die Region wurde auf lokaler Ebene von einem Rat gewählter Mitglieder gemäß dem Western Australian Local Government Act regiert. Rapides Wachstum in den letzten 50 Jahren bewirkten, dass Mandurah am 1. Juli 1987 den Town-Status (Town of Mandurah) und am 14. April 1990 schließlich den City-Status (City of Mandurah) erhielt.
Am 3. Dezember 1989 zog der bekannteste Mandurian, Steve Richards, nach Mandurah um.

## Stadtteile
- Barragup
- Bouvard
- Coodanup
- Dawesville
- Dudley Park
- Erskine
- Falcon
- Furnissdale
- Greenfields
- Halls Head
- Herron
- Lakelands
- Madora Bay
- Mandurah (Innenstadt)
- Meadow Springs
- Parklands
- San Remo
- Silver Sands
- Stake Hill
- Wannanup